# Satchurated: Live in Montreal
Satchurated: Live in Montreal es un álbum en directo y vídeo musical del guitarrista estadounidense Joe Satriani. El vídeo se publicó en formatos 2D y 3D y se estrenó en cines a nivel internacional en marzo de 2012, antes de su publicación en DVD y Blu-ray, además de una versión en audio en formato CD, lanzado en abril de 2012. Fue el primer concierto publicado con una mezcla de audio en Dolby 7.1. Se grabó en el the Metropolis Theatre de Montreal, Canadá, el 12 de diciembre de 2010 como parte del Wormhole Tour de Satriani y fue dirigido por los directores de cine Pierre y François Lamoureux. La crítica de Rotten Tomatoes arroja un 100% de críticas positivas.

## Lista de canciones
Todas las canciones compuestas por Joe Satriani.
Disco 1
1. "Ice 9"
2. "Hordes of Locusts"
3. "Flying in a Blue Dream"
4. "Light Years Away"
5. "Memories"
6. "War"
7. "Premonition"
8. "Satch Boogie"
9. "Revelation"
10. "Pyrrhic Victoria"
11. "Crystal Planet"
12. "The Mystical Potato Head Groove Thing"
13. "Dream Song"
14. "God Is Crying"
15. "Andalusia"
16. "Solitude"
17. "Littleworth Lane"
18. "Why"
19. "Wind in the Trees"
20. "Always with Me, Always with You"
21. "Big Bad Moon"

Disco 2
1. "Crowd Chant"
2. "Summer Song"
3. "Two Sides to Every Story" (pista adicional)
4. "The Golden Room" (pista adicional)

- Disco 2 contiene además el videoclip "Inside the Wormhole".

## Créditos
Músicos
- Joe Satriani - guitarra líder, voz
- Jeff Campitelli - batería
- Allen Whitman - bajo
- Mike Keneally - teclados,  percusión
- Galen Henson - guitarra rítmica

Producción
- Pierre Lamoureux - director, productor
- François Lamoureux - director, ingeniero de sonido, productor
- Mike Fraser - mezclador
- Denis Normandeau - ingeniero de sonido
- Mike Boden - edición digital
- Martin Julien -director
- Adam Ayan - masterización
- Éric Beauséjour - dirección artística
- Jay Blakesberg - fotografía